# Idillio (Maupassant)
Idillio (titolo originale: Idylle) è un racconto di Guy de Maupassant, parte della raccolta di racconti Miss Harriet pubblicata per la prima volta nel 1884.

## Trama
Nell'ultimo scompartimento di un treno partito da Genova e diretto a Marsiglia si incontrano un uomo e una donna, entrambi piemontesi di origine. Lei, venticinquenne, giunonica, diretta a Marsiglia dove farà la balia; lui, ventenne, magro, diretto in Francia in cerca di lavoro. La donna soffre per non aver potuto allattare da molto tempo; l'uomo, digiuno da due giorni, le dà sollievo succhiandole con impegno il latte dalle mammelle. 

## Genesi del racconto
Il racconto fu pubblicato dapprima sulla rivista letteraria Gil Blas del 12 febbraio 1884, firmato con lo pseudonimo "Maufrigneuse"; comparve in volume lo stesso anno nella raccolta "Miss Harriet", con una dedica all'illustratore Maurice Leloir.

## Edizioni
- Guy de Maupassant, «Idylle». In: Miss Harriet, Paris: Victor-Havard, 1884, pp. 227-36 (Riproduzione della prima edizione su Gallica)
- Guy de Maupassant, Contes et nouvelles, tome I; texte établi et annoté par Louis Forestier; préface d'Armand Lanoux; introduction de Louis Forestier, Collezione Bibliothèque de la Pléiade 253, Paris: Gallimard, 1974, ISBN 978-2-07-010805-3
- Guy de Maupassant, Racconti e novelle; traduzione di P. E. Francesconi, Milano: Fratelli Treves, 1897
- Guy de Maupassant, Miss Harriet; traduzione di Giovanni Vaccaro, Milano: A. Barion, 1925
- Guy de Maupassant, Miss Harriet; traduzione dal francese di Angelo Nessi, Milano: Sonzogno, 1931
- Guy de Maupassant, Le novelle, Vol. VIII; a cura di Bruno Dell'Amora, Alfredo Fabietti, Milano: G. Morreale; (poi Bietti), 1931
- Guy de Maupassant, Tutte le novelle; a cura di Mario Picchi, 3 voll. Collezione I grandi maestri illustrati 5, Roma: Casini, 1956
- Guy de Maupassant, Miss Harriet; traduzione di Oreste Del Buono, Biblioteca Universale Rizzoli 1475-1476, Milano: Rizzoli, 1959
- Guy de Maupassant, Racconti del giorno e della notte; traduzione di Mario Picchi, introduzione di Edda Melon, Firenze: Sansoni, 1966, pp. 187-91
- Guy de Maupassant, Racconti della beccaccia; Miss Harriet; prefazione di Gilbert Sigaux; illustrazioni originali di Claude Hermann, Ginevra: Edito-Service, 1971
- Guy de Maupassant, Tutte le novelle; a cura di Mario Picchi, Collezione I Meridiani, Milano: A. Mondadori, 1993, ISBN 88-04-36360-6 (ISBN 978-88-04-36360-6 VI ed., 2013)
- Guy de Maupassant, Tutte le novelle e i racconti; a cura di Lucio Chiavarelli; introduzione generale di Giacinto Spagnoletti; Collezione I mammut 81, Roma: Grandi Tascabili Economici Newton, 2005, pp. 752-55, ISBN 88-541-0440-X